# Apocepon pulcher
Apocepon pulcher är en kräftdjursart som beskrevs av Hugo Frederik Nierstrasz och Brender a Brandis 1930. Apocepon pulcher ingår i släktet Apocepon och familjen Bopyridae. Inga underarter finns listade i Catalogue of Life.